# Takaroa (atolón)
Takaroa es un atolón situado en el archipiélago de las Tuamotu en Polinesia Francesa forma parte del grupo de las Islas del Rey Jorge. Administrativamente depende de la comuna de Takaroa junto a los atolones de Takapoto y Tikei.

## Geografía
Takaroa está ubicado a 10 km al este de Takapoto, la isla más cercana, y a 570 km al noreste de Tahití. El atolón de forma alargada se extiende sobre 26 km de longitud y 6,5 km de anchura máxima, con una superficie de 20 km² y una laguna de 93 km², accesible por un único paso al oeste.
En 2012 contaba con 882 habitantes, principalmente en el pueblo de Teavaroa.

## Historia

### Población polinesia y descubrimiento europeo
Los estudios del arqueólogo Kenneth Emory en los años 1930 y después del etnoarqueólogo Jean-Michel Chazine en los años 1980, apuntan a un poblamiento antiguo por parte los polinesios con la construcción de un marae y de un horno para alimentos pero también ritual, e incluso potencialmente antropófago.
La primera mención del atolón por los europeos fue hecha por los exploradores holandeses Willem Schouten y Jacob Le Maire el 14 de abril de 1616 quienes le dan el nombre de Zonderground Eiland. Después será el también holandés Jakob Roggeveen quien desembarque en él un siglo más tarde, el 19 de mayo de 1722. Más tarde es visitado por marineros británicos: el 12 de junio de 1765 por John Byron, que le da el nombre polinesio de Tioka, en abril de 1774 por James Cook, que menciona como Tiokea, y el 30 de junio de 1797 por James Wilson. El francés Jules Dumont D'Urville desembarcará en septiembre de 1838 y el año siguiente lo hará el americano Charles Wilkes que lo menciona el 8 de septiembre de 1839 durante su expedición austral.

### Periodo moderno
En el siglo XIX Takaroa se incorpora como territorio francés, con una población de aproximadamente 75 personas dedicadas a la producción de aceite de coco (con aproximadamente 30 barriles por año hacia 1860).

## Economía
Históricamente el atolón participaba de manera notable en la producción de ostras de nácar (destinadas a la fabricación de botones en Europa). A principios del siglo XX, la población alcanzaba una media de 15 a 30 toneladas por año ; actividad que ha disminuido fuertemente desde entonces.
Takaroa vive de la pesca y de cultivo de la perla que se han desarrollado mucho en los años 1980, así como del turismo. Desde 1986, posee un pequeño aeródromo– con una pista de 1 100 m de longitud – ubicado al norte del pueblo de Teavaroa.